# Маслянский, Гдаль Носонович
Гдаль Носонович (Натанович) Масля́нский (09.02.1906 — 07.03.1993) — советский химик-технолог.

## Биография
Выпускник МХТИ. Работал в научно-исследовательском институте, последовательно носившем названия ГИВД — ЛИВД — ЛенНИИ — ВНИИНефтехим — НПО «Леннефтехим».
Во время Великой Отечественной войны ГИВД эвакуировали в Уфу. Там Г. Н. Маслянский вместе с Б. Л. Молдавским работал над созданием промышленной установки получения полимербензина из газов крекинга.
Один из авторов (вместе с Н. Р. Бурсиан) первой в СССР промышленной установки каталитического риформинга (1958).
Доктор технических наук (1961), профессор (1964).
Соавтор книги: Каталитический риформинг бензинов [Текст] : химия и технология / Г. Н. Маслянский, Р. Н. Шапиро. — Л. : Химия, 1985. — 222 с. : ил. — Библиогр.: с. 213.
Похоронен на Волковском православном кладбище Санкт-Петербурга.

## Награды и премии
- Сталинская премия второй степени (1946) — за разработку нового метода получения важных химических продуктов из нефтяных фракций